# Amblypodia bangkaiensis
Amblypodia bangkaiensis är en fjärilsart som beskrevs av Ribbe. Amblypodia bangkaiensis ingår i släktet Amblypodia och familjen juvelvingar. Inga underarter finns listade i Catalogue of Life.